# Drømmegaven
Drømmegaven er en dansk kortfilm fra 2003, der er instrueret af Peter Gantzler efter eget manuskript.

## Handling
Forfatteren Christian Thomsen søger væk fra sine vante rammer - storbyen og kæresten, for at tage hul på sin næste roman i rolige, landlige omgivelser, der dog ikke bliver helt så rolige som han havde forestillet sig. På landet møder han ægteparret Else og Franz - en udfordring i sig selv.